# Oľšavka (district de Spišská Nová Ves)
Oľšavka (allemand : Kleinolschau) est un village de Slovaquie situé dans la région de Košice.

## Histoire
Première mention écrite du village en 1245.

## Démographie

### Évolution de la population
| Année:               | 1994. | 2004.    | 2014.   | 2024.   |
| -------------------- | ----- | -------- | ------- | ------- |
| Nombre de personnes: | 171   | 192      | 198     | 182     |
| Différence:          |       | +12,28 % | +3,12 % | -8,08 % |

| Année:               | 2023. | 2024. |
| -------------------- | ----- | ----- |
| Nombre de personnes: | 182   | 182   |
| Différence:          |       | +0 %  |